# Орлеан-Браганса, Луиш (1878—1920)
Принц Луиш Орлеан-Браганса (порт. Príncipe Luís Maria Filipe Pedro de Alcântara Gastão Miguel Rafael Gonzaga de Orléans e Bragança; 26 января 1878, Петрополис, Рио-де-Жанейро — 26 марта 1920, Канны) — императорский принц Бразилии (1908—1920), член бразильской императорской династии Орлеан-Браганса.

## Биография

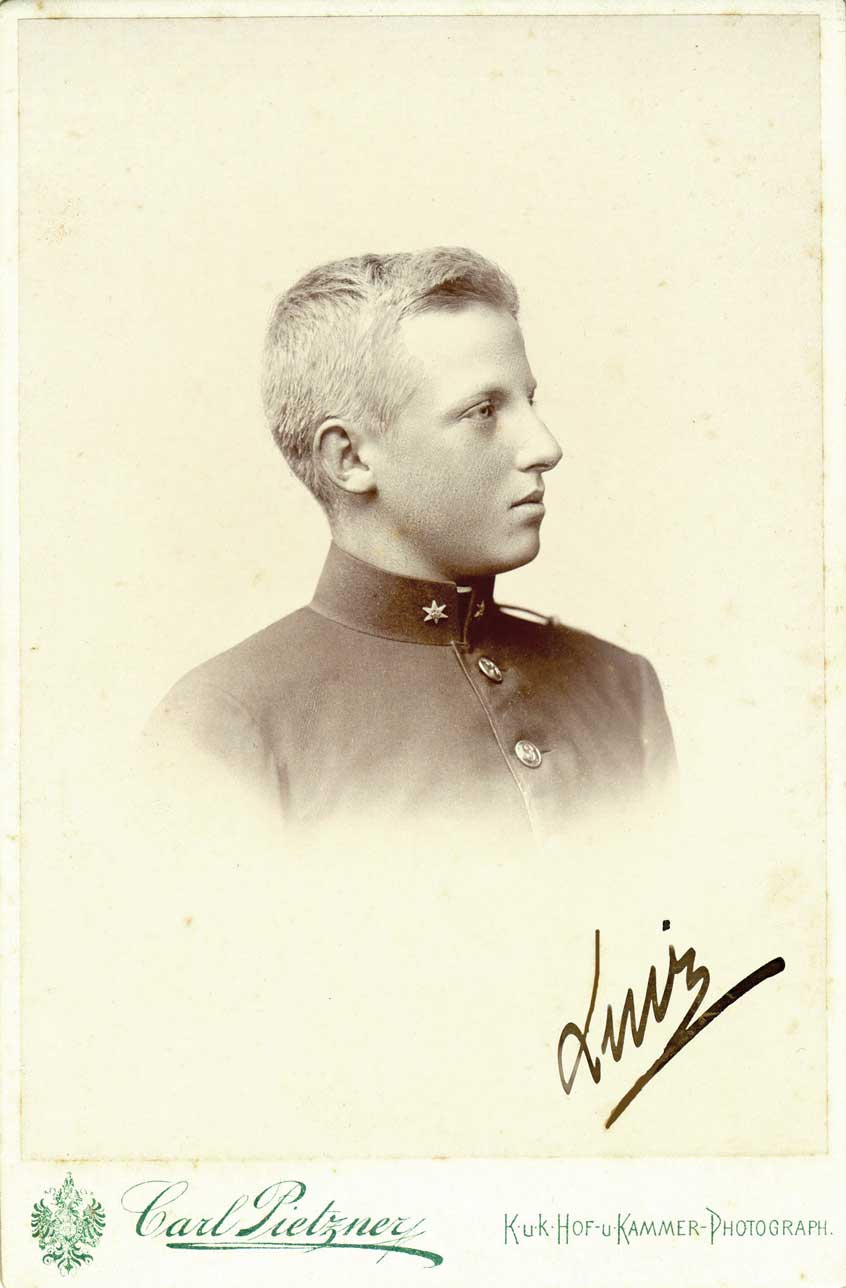
Принц Луиш в 1893 году

Принц Луиш родился в Петрополисе 26 января 1878 года. Второй сын принца Гастона Орлеанского, графа д’Э (1842—1922), и принцессы Изабеллы Бразильской (1846—1921). Внук последнего бразильского императора Педру II и принцессы Терезы Кристины Бурбон-Сицилийской, правнук принца Луи-Филиппа, герцога Немурского, и принцессы Виктории Саксен-Кобург-Готской. Он был назван в честь своей прадеда по отцовской линии. Его полное имя — Луиш Фелипе Мария Педру де Алькантара Гаштан Мигель Рафаэль Гонзага де Орлеан и Браганса.
В 1889 году после переворота и провозглашения республики принц Луиш вместе с родителями и братьями вынужден был покинуть Бразилию и эмигрировал в Европу. Бразильская императорская семья поселилась во Франции. Принцы Педру, Луиш и Антониу учились в австрийской военной школе в Винер-Нойштадте.
В отличие от своего старшего брата и наследного принца Педру, принц Луиш имел сильную волю, отличался умом и целеустремлённостью. В сентябре 1896 году принц Луиш Орлеан-Браганса, занимавшийся альпинизмом, покорил гору Монблан на границе Франции и Италии. Он путешествовал по Южной Африке, Центральной Азии и Индии, а позднее оставил и опубликовал путевые заметки. Родители Луиша считали именно его единственным членом императорской семьи, способным продолжить монархическое движение в Бразилии.
В 1907 году принц Луиш Орлеан-Браганса вернулся во Францию и решил посетить Рио-де-Жанейро, старую имперскую столицу Бразилии. Но республиканское правительство запретило принцу высаживаться на бразильский берег.
30 октября 1908 года старший брат Луиша, принц Педру де Алькантара Орлеан-Браганса (1875—1940), официально отказался за себя и своих потомков от прав на правопреемство в Бразильской императорской семье. Новым императорским принцем Бразилии был объявлен его младший брат, принц Луиш Орлеан-Браганса. Став официальным наследником императорского трона, Луиш Орлеан-Браганса стал сотрудничать с бразильским монархическим движением. Он выступал за федерализм, обязательную военную службу и улучшение жизни рабочих.
В августе 1914 года принц Луиш вместе с младшим братом Антониу принял участие в Первой Мировой войне, где сражался в состав английских войск. Во время окопной войны во Фландрии в 1915 году принц заболел ревматизмом и лишился возможности ходить. Луиш Орлеан-Браганса был демобилизован и отправлен на лечение. Он был награждён военной медалью Изер (Бельгия), Орденом Почётного легиона и Военным крестом (Франция), Военной медалью и Медалью Победы (Великобритания) The serious illness contracted in the trenches proved resistant to all treatments and his health gradually deteriorated until he died on 26 March 1920.
26 марта 1920 года 42-летний принц Луиш Орлеан-Браганса скончался в Каннах. Наследником бразильского императорского престола был объявлен его старший сын, принц Педру Энрике Орлеан-Браганса (1909—1981).

## Титул

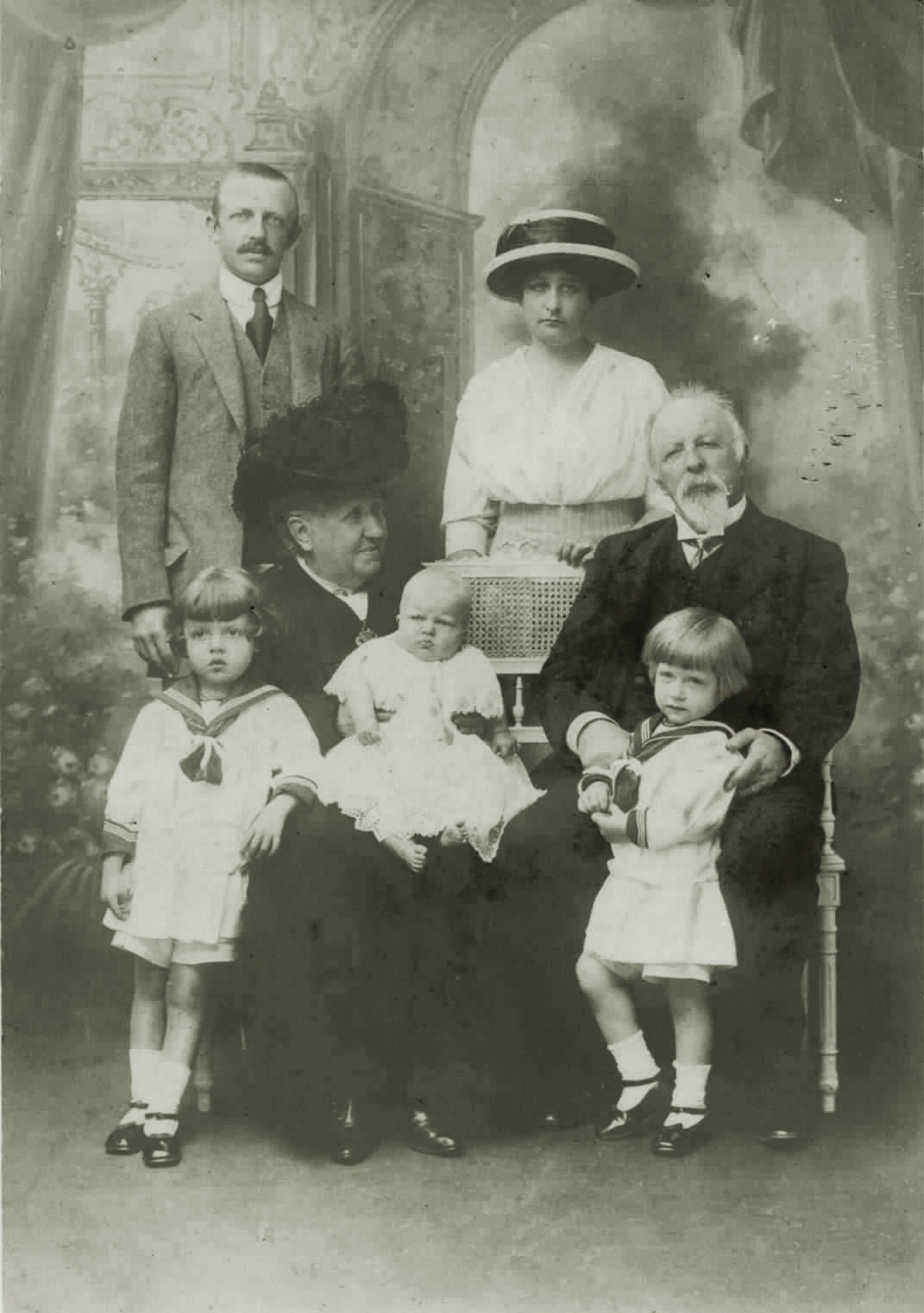
Слева направо: Луиш; Педру Энрике, принц Гран-Пара; Изабелла, де-юре императрица Бразилии; принцесса Пиа Мария; принцесса Мария Пиа; Гастон Орлеанский, граф д’Э, и принц Луиш Гаштан

- 30 октября 1908 — 26 марта 1920 года: «Его Императорское Величество Императорский принц Бразилии»[9].

## Награды
- Большой крест ордена Педро I
- Большой крест ордена Южного Креста
- Большой крест ордена Розы
- Большой крест Ордена Карла III (Испания)
- Орден Почётного легиона (Франция)

## Брак и дети
4 ноября 1908 года в Каннах принц Луиш Орлеан-Браганса женился на принцессе Марии ди Грации Бурбон-Сицилийской (1878—1973), третьей дочери принца Альфонсо Бурбон-Сицилийского, графа Казерты (1841—1934), и принцессы Марии Антуанетты Бурбон-Сицилийский (1851—1938). Супруги имели трех детей:
- Принц Педру Энрике Орлеан-Браганса (13 сентября 1909 — 5 июля 1981)
- Принц Луиш Гаштан Орлеан-Браганса (19 февраля 1911 — 8 сентября 1931)
- Принцесса Пиа Мария Орлеан-Браганса (4 марта 1913 — 24 октября 2000).